# Syntormon kivuensis
Syntormon kivuensis är en tvåvingeart som beskrevs av Vanschuytbroeck 1951. Syntormon kivuensis ingår i släktet Syntormon och familjen styltflugor.
Artens utbredningsområde är Kongo. Inga underarter finns listade i Catalogue of Life.